# Kabinett Kálmán Tisza

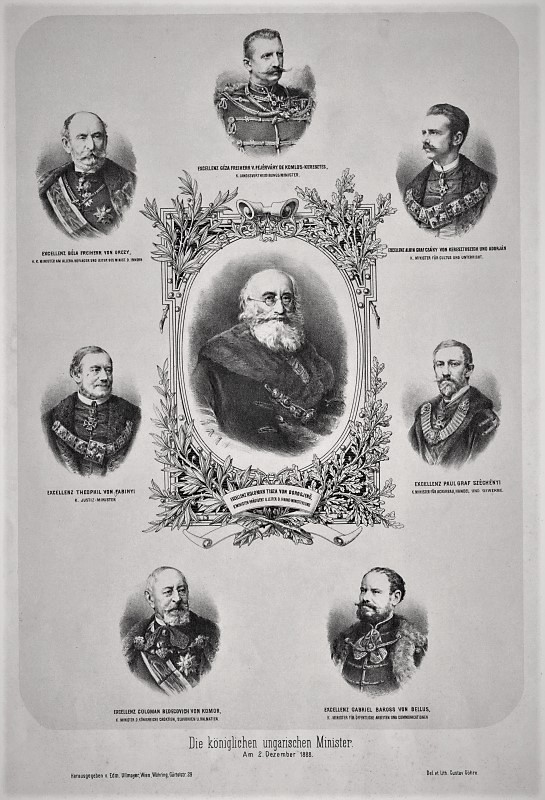
Gruppenbild des Kabinetts Kálmán Tisza

Das Kabinett Kálmán Tisza war die Regierung des Königreichs Ungarn von 1875 bis 1890. Sie wurde vom ungarischen Ministerpräsidenten Kálmán Tisza am 20. Oktober 1875 gebildet und bestand bis 13. März 1890.

## Minister
Parteien:
_ Liberale Partei (Szabadelvű Párt)
_ Kroatische Unionspartei (Horvát Unionista Párt)
_ parteilos
| Amt                                                                                                 | Amtsträger | Amtsträger        | Beginn der Amtszeit | Ende der Amtszeit     |
| --------------------------------------------------------------------------------------------------- | ---------- | ----------------- | ------------------- | --------------------- |
| Ministerpräsident                                                                                   |            | Kálmán Tisza      | 20. Oktober 1875    | 13. März 1890         |
| Minister am Allerhöchsten Hoflager                                                                  |            | Béla Wenckheim    | 20. Oktober 1875    | 7. Juli 1879 (†)      |
| Minister am Allerhöchsten Hoflager                                                                  |            | Kálmán Tisza      | 7. Juli 1879        | 25. September 1879    |
| Minister am Allerhöchsten Hoflager                                                                  |            | Béla Orczy        | 25. September 1879  | 13. März 1890         |
| Minister für Cultus und öffentlichen Unterricht                                                     |            | Ágoston Trefort   | 20. Oktober 1875    | 22. August 1888 (†)   |
| Minister für Cultus und öffentlichen Unterricht                                                     |            | Gábor Baross      | 22. August 1888     | 22. September 1888    |
| Minister für Cultus und öffentlichen Unterricht                                                     |            | Albin Csáky       | 22. September 1888  | 13. März 1890         |
| Justizminister                                                                                      |            | Béla Perczel      | 20. Oktober 1875    | 30. Juni 1878         |
| Justizminister                                                                                      |            | Tivadar Pauler    | 30. Juni 1878       | 30. April 1886 (†)    |
| Justizminister                                                                                      |            | Teofil Fabiny     | 15. Mai 1886        | 9. April 1889         |
| Justizminister                                                                                      |            | Dezső Szilágyi    | 9. April 1889       | 13. März 1890         |
| Minister für öffentliche Arbeit und Communication (bis 15. Juni 1889, danach zu Handelsministerium) |            | Tamás Péchy       | 20. Oktober 1875    | 14. April 1880        |
| Minister für öffentliche Arbeit und Communication (bis 15. Juni 1889, danach zu Handelsministerium) |            | Gyula Szapáry     | 14. April 1880      | 24. April 1880        |
| Minister für öffentliche Arbeit und Communication (bis 15. Juni 1889, danach zu Handelsministerium) |            | Pál Ordódy        | 24. April 1880      | 9. August 1882        |
| Minister für öffentliche Arbeit und Communication (bis 15. Juni 1889, danach zu Handelsministerium) |            | Gábor Kemény      | 9. August 1882      | 19. September 1886    |
| Minister für öffentliche Arbeit und Communication (bis 15. Juni 1889, danach zu Handelsministerium) |            | Béla Orczy        | 19. September 1886  | 29. Dezember 1886     |
| Minister für öffentliche Arbeit und Communication (bis 15. Juni 1889, danach zu Handelsministerium) |            | Gábor Baross      | 29. Dezember 1886   | 13. März 1890         |
| Minister für Landesverteidigung                                                                     |            | Béla Szende       | 20. Oktober 1875    | 18. August 1882 (†)   |
| Minister für Landesverteidigung                                                                     |            | Gedeon Ráday      | 18. August 1882     | 26. Dezember 1883 (†) |
| Minister für Landesverteidigung                                                                     |            | Béla Orczy        | 26. Dezember 1883   | 28. Oktober 1884      |
| Minister für Landesverteidigung                                                                     |            | Géza Fejérváry    | 28. Oktober 1884    | 11. Februar 1887      |
| Minister des Innern                                                                                 |            | Kálmán Tisza      | 20. Oktober 1875    | 11. Februar 1887      |
| Minister des Innern                                                                                 |            | Béla Orczy        | 11. Februar 1887    | 22. März 1889         |
| Minister des Innern                                                                                 |            | Gábor Baross      | 22. März 1889       | 16. Juni 1889         |
| Minister des Innern                                                                                 |            | Géza Teleki       | 16. Juni 1889       | 13. März 1890         |
| Minister für Ackerbau, Gewerbe und Handel (bis 15. Juni 1889)                                       |            | Lajos Simonyi     | 20. Oktober 1875    | 21. August 1876       |
| Minister für Ackerbau, Gewerbe und Handel (bis 15. Juni 1889)                                       |            | Ágoston Trefort   | 21. August 1876     | 4. Dezember 1878      |
| Minister für Ackerbau, Gewerbe und Handel (bis 15. Juni 1889)                                       |            | Gábor Kemény      | 4. Dezember 1878    | 12. Oktober 1882      |
| Minister für Ackerbau, Gewerbe und Handel (bis 15. Juni 1889)                                       |            | Pál Széchenyi     | 12. Oktober 1882    | 8. April 1889         |
| Minister für Ackerbau, Gewerbe und Handel (bis 15. Juni 1889)                                       |            | Gyula Szapáry     | 8. April 1889       | 15. Juni 1898         |
| Minister für Ackerbau (ab 15. Juni 1889)                                                            |            | Gyula Szapáry     | 15. Juni 1898       | 13. März 1890         |
| Minister für Handel (ab 15. Juni 1889)                                                              |            | Gábor Baross      | 15. Juni 1898       | 13. März 1890         |
| Finanzminister                                                                                      |            | Kálmán Széll      | 20. Oktober 1875    | 11. Oktober 1878      |
| Finanzminister                                                                                      |            | Kálmán Tisza      | 11. Oktober 1878    | 5. Dezember 1878      |
| Finanzminister                                                                                      |            | Gyula Szapáry     | 5. Dezember 1878    | 11. Februar 1887      |
| Finanzminister                                                                                      |            | Kálmán Tisza      | 11. Februar 1887    | 9, April 1889         |
| Finanzminister                                                                                      |            | Sándor Wekerle    | 9, April 1889       | 13. März 1890         |
| Kroatisch-slawonisch-dalmatinischer Minister                                                        |            | Péter Pejacsevich | 20. Oktober 1875    | 25. Februar 1876      |
| Kroatisch-slawonisch-dalmatinischer Minister                                                        |            | Kálmán Bedekovich | 25. Februar 1876    | 10. August 1889 (†)   |
| Kroatisch-slawonisch-dalmatinischer Minister                                                        |            | Imre Josipovich   | 10. August 1889     | 13. März 1890         |